# Chetumal
Chetumal és una port i una ciutat mexicana, capital de l'estat de Quintana Roo i la capçalera del municipi d'Othón P. Blanco. És situada al sud de la península de Yucatán, a les vores de la Badia de Chetumal, a prop de la frontera sud del país amb Belize. Té una població de 136.825 habitants.
Durant l'època precolombina la ciutat de Chactemal era capital de l'estat maia homònim. Chactemal significa "lloc on els arbres vermells creixen". En el segle xvi hi van arribar les primeres expedicions espanyoles, i amb elles, Gonzalo Guerrero, que s'hi va establir i va viure entre els maies adoptant llur cultura i llur llengua. D'acord amb la llegenda, va ser el pare dels primers mestissos de Mèxic. El 1544 Chactemal va ser presa pels conqueridors. La zona va romandre abandonada per gairebé dos segles, llevat de la població de Bacalar. Després de la reunificació de la República de Yucatán a la federació mexicana, la major part de la població se'n va anar cap a Belize, fugint de la Guerra de Castes.
El 1898 Othón P. Blanco, per ordres del llavors president, Porfirio Díaz, va establir el pontó Chetumal, a la desembocadura del riu Hondo, per tal d'aturar el tràfic d'armes entre els maies i els residents de Belize; el 5 de maig del mateix any es va fundar la ciutat, amb el nom de Payo Obispo amb el suport dels veïns de Bacalar i els mexicans que havien fugit a Belize. Payo Obispo es va desenvolupar ràpidament, especialment a causa del comerç i la producció de fusta preciosa, com ara la caoba. el 1915 es va conformar el territori federal de Quintana Roo, escindint-se de l'estat de Yucatán, i la ciutat en va ser designada capital. El 1936 es va canviar el seu nom oficialment a Chetumal. El 1955 l'huracà Janet va destruir la ciutat; l'arquitectura original de fusta a l'estil anglès va ser reemplaçada per construccions de ciment i maó. El 1974 el territori federal de Quintana Roo va ser admès com a estat de la federació mexicana.